# Zuzana Ferjenčíková
Zuzana Ferjenčíková (Lučenec, 8 juni 1978) is een Slowaaks organist, pianiste en componist.

## Levensloop

### Opleiding
Ferjenčíková werd op jonge leeftijd al opgeleid met Russische pianomuziek. Ze begon haar orgelstudie aan het conservatorium in Banská Bystrica en de universiteiten in Bratislava en Wenen. Tot haar docenten behoorde Milan Hric, J.V. Michalko en Peter Planyavsky. Ze heeft meerdere prijzen gewonnen. Tevens was zij de eerste vrouw die de prijs won van het Orgelimprovisatieconcours in Haarlem.

### Loopbaan
Ferjenčíková werd in 2006 organist in de Benedictijner abdijkerk te Wenen, een functie die zij tot 2013 vervulde. Zij begon hier het internationale orgelfestival “Dialogues Mystiques” wat zij tot 2013 leidde. Daarnaast werkt zij veel samen met Maître Jean Guillou in Parijs. In september 2021 is zij benoemd tot hoogleraar aan de Codarts Universiteit in Rotterdam met als vakgebied orgel.
Ferjenčíková woont in Zwitserland.

## Discografie
- (2005) Liszt – Franck – Reubke
- (2008) Regina coeli
- (2010) Kreuzweg
- (2011) Liszt im Schottenstift
- (2014) Organ s piesňou duchovnou
- (2017) Seelenverwandt
- (2018) Jean Guillou
- (2020) Franz Liszt Complete Organ Works Vol. 1